# Die Brüder Lautensack
Die Brüder Lautensack ist der Titel eines Zeitromans von Lion Feuchtwanger, der ursprünglich (1941) als Theaterstück Die Zauberer geplant war. Die englische Erstausgabe des Romans erschien 1943 in New York. 

## Inhaltsangabe
Der Roman erzählt die Geschichte des Telepathen und Hellsehers Oskar Lautensack, der nach rasantem Aufstieg zum Berater Hitlers wird. Während einer Sitzung mit dem SA-Stabschef sieht Lautensack den Reichstagsbrand voraus. Der eitle Hellseher verzettelt sich jedoch zwischen seinen privaten Interessen und den Erwartungen der politischen Machthaber und wird auf Geheiß von höchster Stelle ermordet. 
Wie schon in Feuchtwangers Roman Erfolg sind auch mehrere Figuren in Die Brüder Lautensack erkennbar historischen Personen nachgebildet. Dem Werk liegt die Lebensgeschichte des Okkultisten Erik Jan Hanussen zugrunde, der 1933 ermordet wurde. Die Figur des SA-Stabschefs Manfred Proell erinnert deutlich an Ernst Röhm, Proells Vertrauter Graf Ulrich Zinsdorff hat starke Ähnlichkeit mit Wolf-Heinrich von Helldorff. Adolf Hitler, der im Roman Erfolg noch als Rupert Kutzner gezeichnet ist, und Paul von Hindenburg werden mit Echtnamen dargestellt.
Andererseits weicht die Romanhandlung aus dramaturgischen Gründen deutlich von der historischen Realität ab. Oskar Lautensack wird als Nicht-Jude konstruiert, wogegen Hanussen jüdischer Herkunft war. Als intellektueller Gegenspieler des Hellsehers agiert ein jüdischer Journalist. Oskars Bruder Hansjörg Lautensack steigt im Roman bis zur Position des Reichspressechefs auf, die real Otto Dietrich innehatte. 
Mit dem Roman thematisiert Feuchtwanger vor allem die Kunst der Verführung (vgl. insbesondere: Peter Stolle, Das Hitlerbild in den Romanen Lion Feuchtwangers) und wieso die Menschen sich einfachen Losungen hingeben.

## Editionsgeschichte
Feuchtwanger legte 1941 dem New Yorker Verlag Viking Press das Schauspiel-Manuskript Die Zauberer vor, es wurde jedoch nicht akzeptiert und von ihm auch nicht weiter für das Theater bearbeitet. Aus dem Stoff entwickelte er einen Roman mit teilweise deutlich veränderter Handlung, der 1943 mit dem Titel Double, Double Toil and Trouble bei Viking Press erschien. Schon im März und April 1943 hatte die US-amerikanische Wochenzeitschrift Collier’s einen achtteiligen Vorabdruck des Romans veröffentlicht. Das Honorar verwandte Feuchtwanger für die Anzahlung der Villa Aurora in den Hügeln von Pacific Palisades. 
Im selben Jahr kam der Roman unter dem Titel The Brothers Lautensack bei Hamish Hamilton in London heraus. Dieser Verlag veröffentlichte 1944 die erste deutschsprachige Ausgabe. Eine spätere deutschsprachige Ausgabe erschien 1956 als Die Zauberer. Nachfolgende deutsche Editionen trugen dann wieder den Titel Die Brüder Lautensack.

## Ausgaben
- Double, Double Toil and Trouble, New York: The Viking Press, 1943.
- The Brothers Lautensack, London: Hamish Hamilton, 1943.
- Die Brüder Lautensack, London: Hamish Hamilton, 1943.
- Die Zauberer, Rudolstadt: Greifenverlag, 1956.
- Die Brüder Lautensack, Berlin und Weimar, Aufbau-Verlag 1964.
- Die Brüder Lautensack, Berlin: Aufbau Taschenbuch Verlag, 2001.

## Verfilmung
Der Roman wurde 1971 und 1972 im Auftrag des Fernsehens der DDR von der DEFA unter der Regie von Hans-Joachim Kasprzik verfilmt. In den Hauptrollen sind unter anderem Horst Schulze, Petra Hinze, Ctibor Filčík, Klaus Piontek, Rolf Hoppe und Hannjo Hasse zu sehen. Der dreiteilige Fernsehfilm erlebte am 18., 20, und 22. März 1973 seine Erstsendung im 1. Programm des DDR-Fernsehens.